# Географија Кипра
За Кипар се може рећи да има повољан географски положај. Лежи у источном Медитерану, на раскрсници три континента: Европе, Азије и Африке. По природно-географским чињеницама припада Азији, али у свим друштвеним аспектима је окренут ка Европи. Кипар је такође и члан Европске уније. Ово је најисточније острво у Средоземном мору, а са површином од 9251 km² треће је по величини у истом (након Сицилије и Сардиније). Што се тиче држава, по површини је 161. на свету и по томе је најсличнији Либану и Порторику.

## Положај
Везано за математички положај, Кипар лежи на северној полулопти и источној хемисфери, тачније: најсевернија и најисточнија тачка је рт Свети Андреас (35° 34' сгш, односно 34° 37' игд.), најјужнија тачка је рт Гата (34° 33' сгш.), а најзападнија отприлике рт Арнаути (32° 16' игд.). 
У геолошком и геотектонском погледу Кипар представља део Мале Азије, који се у прошлости одвојио. У климатском и вегетацијском смислу ово острво је смештено у северном умереном појасу, тачније медитеранској подобласти. 

## Клима
С обзиром да је Кипар типично медитеранско острво, онда је логично закључити и да има типичну средоземну (Cs) климу. Кипар је иначе најтоплије острво Медитерана, а са око 340 сунчаних дана годишње, ово је најосунчанија земља у овом делу света (поготово се то односи на Европу). Ипак, треба нагласити да климатске одлике нису исте на свим деловима отока. Па је тако у унутрашњости и са повећањем надморске висине та средоземна клима нешто измењена, иако се ради о малом простору. Главни фактор климе који узрокује ове измене је правац пружања планина Тродос и Беспармак, који иду паралелно са обалом те затварају унутрашњост острва. Последица тога је то да унутрашњост има топлија лета, хладније зиме, те мању количину падавина од приобаља.
Што се тиче температура, на целом острву владају топла лета, са просечним темпаратурама од око 30°C (зависно од места до места), са тим што у унутрашњости температуре знају бити нешто више. Зими се температуре у приобаљу крећу између 10 и 20°C, а у унутрашњости су нешто ниже, те у најхладнијим месецима (јануар и фебруар) могу достићи вредности око 0°C (најнижа икад забележена температура у Никозији је била -5°C). Температуре на вишим надморским висинама су такође доста ниже него на остатку острва, те се и лети по ноћи спуштају до и испод нуле, а на највишим врховима висоравни Тродос снег се задржава све до августа.
Падавине на острву се јављају углавном зими и то у облику кише, а на вишим надморским висинама у облику снега. Највише падавина примају планинске области, у просеку од око 1000mm годишње. Најмање падавина излучује се у централном делу (низија Месаорија) и то у просеку између 350-500mm. Нпр. главни град Никозија има количину падавина од 440mm годишње. То мало падавина што добија централни део, углавном долази са северне стране, јер су северне планине нешто ниже од јужних. Зими, када се ове падавине претежно излучују, зна доћи до бујица и поплава, јер се оне јављају у великим количинама за кратко време.

## Хидрографија
Од нешто више од 9000 km² који чине ово острво, 10 km² отпада на воду, што и није баш нешто много. Треба напоменити да Кипар има само две сталне реке и то: Педиас и Јалиас. Њихови токови су нешто мањи од 100 km. Обе теку кроз Месаорију и уливају се у залев Фамагуста. Оне се углавном користе за наводњавање пољопривредног земљишта. Они су једини стални токови, пошто остале реке, које су иначе и много мање, имају свој ток само у времену каквих јаких киша и углавном за време када се отапа снег са планина. Примери неких таквих река су: Јераказ и Јиалуса (са северних планина) те Диакризос, Курис, Василискос (са јужних). А иначе у пролеће се често зна десити да се ове реке поплаве, па тако односе плодан муљ и земљиште у море. Но, домаће становништво се досетило да гради бране на њима, како би спречавали ово већ горе наведено. Све ове реке имају у горњим токовима нешто веће падове, па и имају и неки одређени хидроенергетски потенцијал. Но, није нешто нарочито велик, па незадовољава потребе острва. Из истог разлога се и не користи превише. Из овога можемо закључити да речни режим нивално-флувијални, тј. да реке добијају више воде од отапања снега, него од киша. Реке припадају медитеранском сливу.
Што се тиче језера, њих на острву постоји неколико и углавном су слатководна. Ипак два највећа језера су слана, вероватно због непосредне близине мора. У прошлости су и били део мора. То су језера Акротири и слано језеро Ларнака, а налазе се на југу острва у близини истоимених градова.

## Рељеф
Кипар се простире на нешто више од 9000 km². На тој релативно малој површини може се приметити комплексност природно-географских особина, која се не би очекивала на овако малом простору. Острво је издужено у правцу запад-исток и изгледом подсећа на електричну гитару. У правцу запад-исток растојање је 224 km, а север-југ најдуже растојање је 121 km. Дужина обалне линије је 648 km. Обала је добро разуђена. Издваја се неколико полуострва од којих је највеће Карпас, које се налази на североистоку острва. Између полустрва и ртова постоји неколико залива који су углавном добили имена по лукама које су смештене у њима (Фамагуста, Ларнака, Акротири, Епископи, Хризоху, Морфу и др.). Осим главног острва, друга већа острва не постоје. Истина постоји неколико мањих острвчића, но њихова површина је толико занемарљива да се не могу ни уцртати на карте. У рељефном погледу острво Кипар чине планине, низије и дуге плаже. Геолошки и тектонски припада Малој Азији са којом је у прошлости био спојен. То је све тако било до алпске орогенезе, која се десила у терцијару, а захватила је европски простор од Пиринеја, Алпи, Динарида, те се ширила преко Мале Азије даље на исток. Тада је дошло до издизања копна данашњег Кипра. Издизањем острва Кипар створен је и данашњи морски пролаз између овог острва и Мале Азије, који се после испунио водом и тако је овај део копна постао острво. Дакле, за ово острво кажемо да је настало алпском орогенезом и самим тим да спада у млађа копна.
Рељефне целине чине:
- Планина Тродос на југу. Протеже се паралелно са обалом у правцу запад-исток од рта Арнаути до залива Ларнака. Већ се може закључити да спада у младе веначне планине. Изграђен је од магматских стена и вулканског материјала. Највећи врх је Олимп са висином од 1951 метра. То је уједно и највећи врх острва. Осим њега постоји још неколико приближно високих врхова. Што се тиче падина, јужне падине се разликују од северних. Јужне имају блажи пад према обали, тј. постепено се спуштају, док северне су стрмије и нагло се спуштају у равницу.
- Висораван Веспармак на северу. Још се назива и Пентадактилос и Киринејска висораван. Протеже се уз северну обалу од рта Кормакити до рта Свети Андреас. Његова дужина је око 150 km, а постепено се снижава од запада ка истоку. Висораван је много ужа и нижа од Тродоса, а такође је и испресецано долинама. Највиши врх је Кипарсио (1023m). За разлику од Тродоса, овде доминирају кречњаци и доломити који датирају из креде, те млађи из миоцена и плеистоцена.
- Низија Месаорија између ових висоравни. Наиме, сам назив „Месаорија“ у преводу са грчког значи „између планина“. По постанку је тектонска долина. Ово је плодна област у којој доминирају алувијалне равни. Испуњена је терцијарним и квартарним наносима. Њена надморска висина не прелази 300 метара.